# Scala (Film)
Scala ist ein thailändischer Film in dokumentarischer Form unter der Regie von Ananta Thitanat aus dem Jahr 2022. Der Film feierte am 15. Februar 2022 auf der Berlinale seine Weltpremiere in der Sektion Encounters.

## Handlung
Der Film zeigt das Scala, das letzte der drei großen Kinos Bangkoks aus den 1960er Jahren, im Zustand der Auflösung: Zunächst wird der Kronleuchter aus der Eingangshalle entfernt, Stück für Stück, dann der Vorhang von den Wänden des Kinosaales abgenommen, es bleiben nur die nackten Wände. Die Sitze werden demontiert und aus dem Zuschauerraum getragen. Ein aktuelles Ereignis, die Schließung des Kinos, wird von der Regisseurin mit Kindheitserinnerungen verbunden: Ihr Vater war in einem anderen der drei großen Kinos angestellt, und das Siam wurde so für Ananta Thitanat zu einem wichtigen Kindheitsort. Die Verlusterfahrung verbindet die Regisseurin, die Angestellten des Scala und das Publikum.

## Produktion

### Filmstab
Regie führte Ananta Thitanat, die auch für Drehbuch und Kamera verantwortlich war. Für den Filmschnitt sorgte Abhichon Rattanabhayon.   

### Produktion und Förderungen
Produziert wurde der Film von Abhichon Rattanabhayon. 

### Dreharbeiten und Veröffentlichung
Der Film feierte am 15. Februar 2022 auf der Berlinale seine Weltpremiere in der Sektion Forum.

## Auszeichnungen und Nominierungen
- 2022: Internationale Filmfestspiele Berlin
  - Nominierung für den Berlinale Dokumentarfilmpreis[3]